# Honda Integra

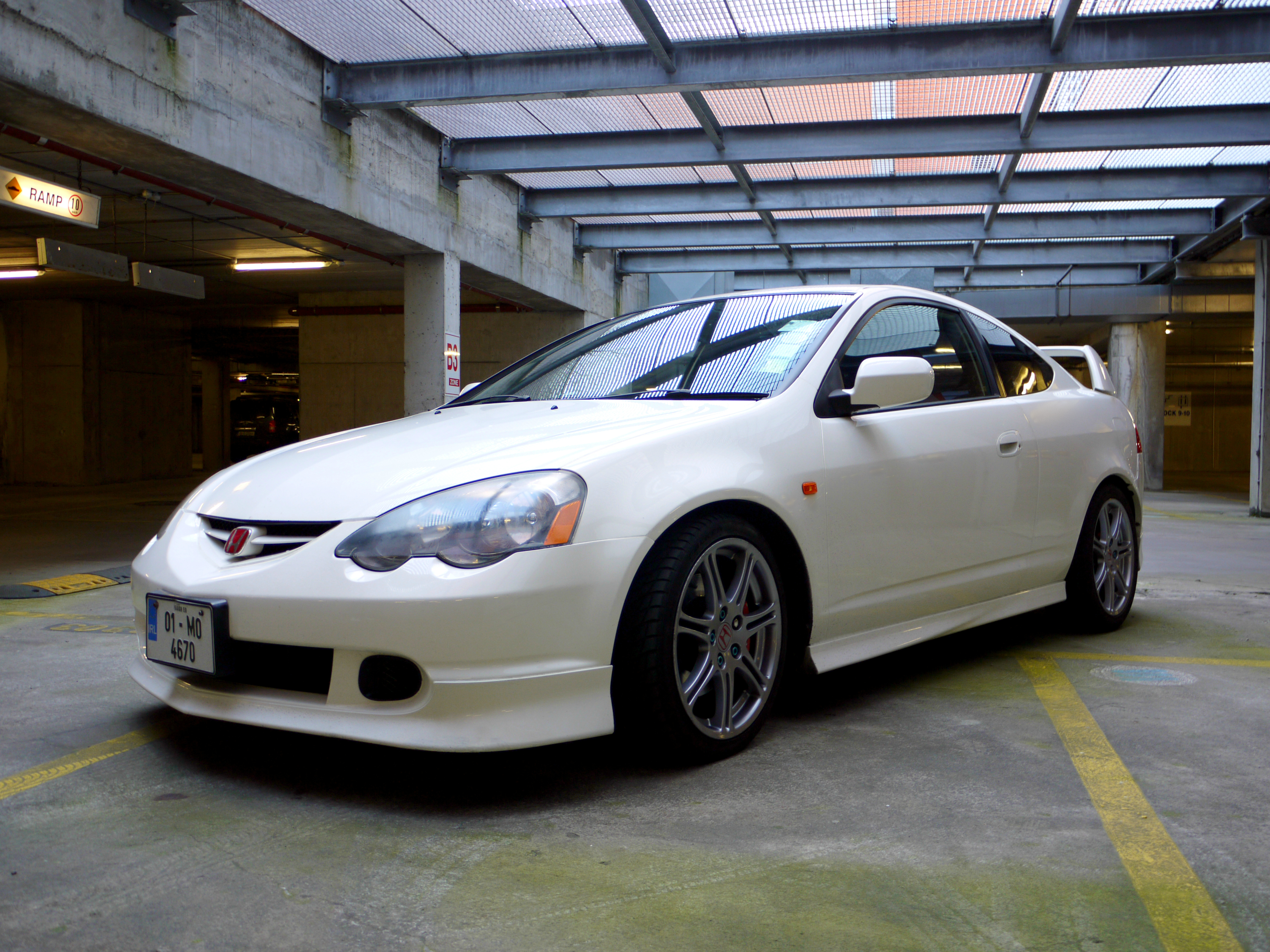
Type-R de 2001 en Dublín, Irlanda

El Honda Integra es un automóvil deportivo compacto producido por el fabricante japonés Honda desde 1985 hasta 2006. Conocido en América del Norte como Acura Integra, este modelo se destacó por su diseño estilizado, su enfoque en el rendimiento y su configuración de tracción delantera. A lo largo de sus cuatro generaciones, el Integra se ofreció en diversas configuraciones, incluyendo sedán y hatchback, y se convirtió en un referente en el segmento de los automóviles deportivos compactos.
Desde su lanzamiento, el Honda Integra ha sido aclamado por su fiabilidad y su capacidad de ofrecer una experiencia de conducción dinámica. Especialmente notable es la variante Type R, que se introdujo en la tercera generación y es considerada uno de los mejores coches de tracción delantera jamás producidos, destacando por su motor B18C que podía alcanzar hasta 200 CV y un régimen de revoluciones de hasta 8,600 rpm.
La popularidad del Integra también se vio impulsada por su éxito en competiciones automovilísticas y su estatus entre los entusiastas del tuning.
A pesar de que la producción del Integra finalizó en 2006, el modelo ha dejado una huella perdurable en la cultura automovilística y sigue siendo objeto de admiración entre los aficionados a los coches deportivo.

## Historia
El Honda Integra fue lanzado al mercado en 1985, marcando el inicio de una saga que se extendería por más de dos décadas. Este modelo fue concebido como un automóvil deportivo compacto, inicialmente disponible en versiones de sedán y coupé. En mercados fuera de Japón, como Estados Unidos, el Integra se comercializó bajo la marca Acura.

### Primera Generación (1985-1989)
La primera generación del Integra se presentó en 1985 con un diseño que incluía luces emergentes y una carrocería de tres y cinco puertas. Estaba equipado con un motor de cuatro cilindros DOHC de 1.6 litros (B16), que ofrecía una potencia de 113 hp. Este modelo fue bien recibido y rápidamente se ganó una reputación por su rendimiento y agilidad, siendo incluido en la lista de los "10 Mejores Autos" de Car and Driver en 1987.

### Segunda Generación (1990-1993)
La segunda generación debutó en 1990, introduciendo mejoras significativas en términos de tecnología y rendimiento. Esta versión incorporó el sistema VTEC (Variable Valve Timing and Lift Electronic Control), convirtiéndose en el primer automóvil de producción en contar con este sistema innovador, que optimiza la eficiencia del motor.
El Integra de esta generación estaba disponible tanto en versión hatchback como sedán, y el motor B18 aumentó la potencia a 130 hp. Durante este período, el Integra también logró varios campeonatos en competiciones automovilísticas, consolidando su estatus como un modelo competitivo.

### Tercera Generación (1994-2001)
La tercera generación fue lanzada en 1993 y se caracterizó por un rediseño más agresivo y deportivo. Este modelo introdujo la variante Type R, que se convirtió en un ícono entre los entusiastas del automovilismo por su enfoque extremo en el rendimiento. Equipado con un motor B18C que producía hasta 200 hp, el Integra Type R fue aclamado como uno de los mejores coches de tracción delantera jamás fabricados.
La tercera generación también vio mejoras en la calidad interior y características de seguridad, manteniendo su popularidad a lo largo de su producción.

### Cuarta Generación (2002-2006)
La cuarta y última generación del Integra fue presentada en 2001, aunque se comercializó como Acura RSX en América del Norte. Este modelo continuó con el legado del Integra al ofrecer un diseño más curvilíneo y moderno, así como motores más potentes, incluyendo una versión Type R que mantenía la esencia deportiva del modelo original.
La producción del Honda Integra finalizó en 2006, pero su legado perdura entre los aficionados al automovilismo y sigue siendo un referente en la historia de los coches deportivos compactos.

## Rendimiento y Recepción
El Honda Integra ha sido reconocido a lo largo de su historia por su rendimiento excepcional en carretera y su recepción crítica positiva en diversos mercados. Desde su primera generación, el Integra se destacó por ofrecer una experiencia de conducción dinámica, combinando potencia, agilidad y eficiencia.
Los modelos del Honda Integra, especialmente las variantes Type R, fueron diseñados para ofrecer un alto rendimiento. Por ejemplo, el Integra Type R de 1998 logró acelerar de 0 a 100 km/h en solo 6.5 segundos y alcanzó una velocidad máxima de 231 km/h. Este modelo se benefició de un motor B18C que producía hasta 200 hp y contaba con un chasis ligero y bien equilibrado, lo que contribuía a su agilidad en curvas y estabilidad a alta velocidad.
Los ensayos realizados por diversas publicaciones automovilísticas han destacado la capacidad del Integra para manejar tanto en carreteras abiertas como en entornos urbanos. En pruebas, se reportó que el Integra lograba un consumo promedio de combustible de aproximadamente 10.23 l/100 km en autopista y 10.33 l/100 km en ciudad, lo que demuestra una eficiencia razonable para un coche deportivo. Además, su diseño aerodinámico y la comodidad en la cabina permitieron realizar viajes largos sin comprometer la experiencia del conductor.
La recepción del Honda Integra ha sido mayormente positiva a lo largo de los años. En su lanzamiento, fue elogiado por su combinación de estilo, rendimiento y tecnología avanzada. La incorporación del sistema VTEC en la segunda generación fue especialmente bien recibida, ya que ofreció un equilibrio entre eficiencia de combustible y potencia.
En el ámbito competitivo, el Integra Type R ganó numerosos campeonatos en diversas disciplinas automovilísticas, consolidando su reputación como uno de los mejores coches de tracción delantera jamás fabricados. Su éxito en competiciones contribuyó a aumentar su popularidad entre los entusiastas del automovilismo y los aficionados al tuning.
A pesar de que la producción del modelo finalizó en 2006, el Honda Integra sigue siendo celebrado por los aficionados y es considerado un clásico entre los coches deportivos compactos. Su legado perdura no solo por su rendimiento, sino también por la comunidad activa de propietarios y entusiastas que continúan valorando sus cualidades.

## Legado y Cultura Popular
Desde su lanzamiento, el Integra, especialmente en su variante Type R, se ha convertido en un ícono de la cultura JDM (Japanese Domestic Market). Este modelo es frecuentemente mencionado en foros y comunidades de entusiastas, donde se discuten sus características técnicas, modificaciones y su impacto en el mundo del tuning. La estética agresiva y el rendimiento sobresaliente del Integra Type R lo han establecido como un referente para otros vehículos de tracción delantera, inspirando a generaciones de diseñadores e ingenieros automotrices.
El Integra también ha sido objeto de numerosos homenajes en medios populares, incluyendo videojuegos como la serie Need for Speed , donde su representación ha contribuido a cimentar su estatus como un automóvil deseado y respetado. Su diseño y rendimiento han resonado con los aficionados al automovilismo, convirtiéndolo en un modelo buscado tanto por coleccionistas como por aquellos que buscan un coche divertido para conducir.
El Integra ha mantenido un estatus casi mítico entre los entusiastas del automovilismo. A pesar de que su producción cesó en 2006, la comunidad de propietarios sigue activa, organizando eventos y encuentros para celebrar el legado del modelo. Los precios de modelos bien conservados, especialmente del Type R, han aumentado significativamente en el mercado de coches usados, reflejando su popularidad continua y el deseo de poseer una pieza de historia automotriz.
El regreso reciente del nombre Integra bajo la marca Acura ha renovado el interés por este modelo clásico, generando expectativas sobre cómo se mantendrá viva la tradición de rendimiento y diseño que caracterizó al original.

## Galería

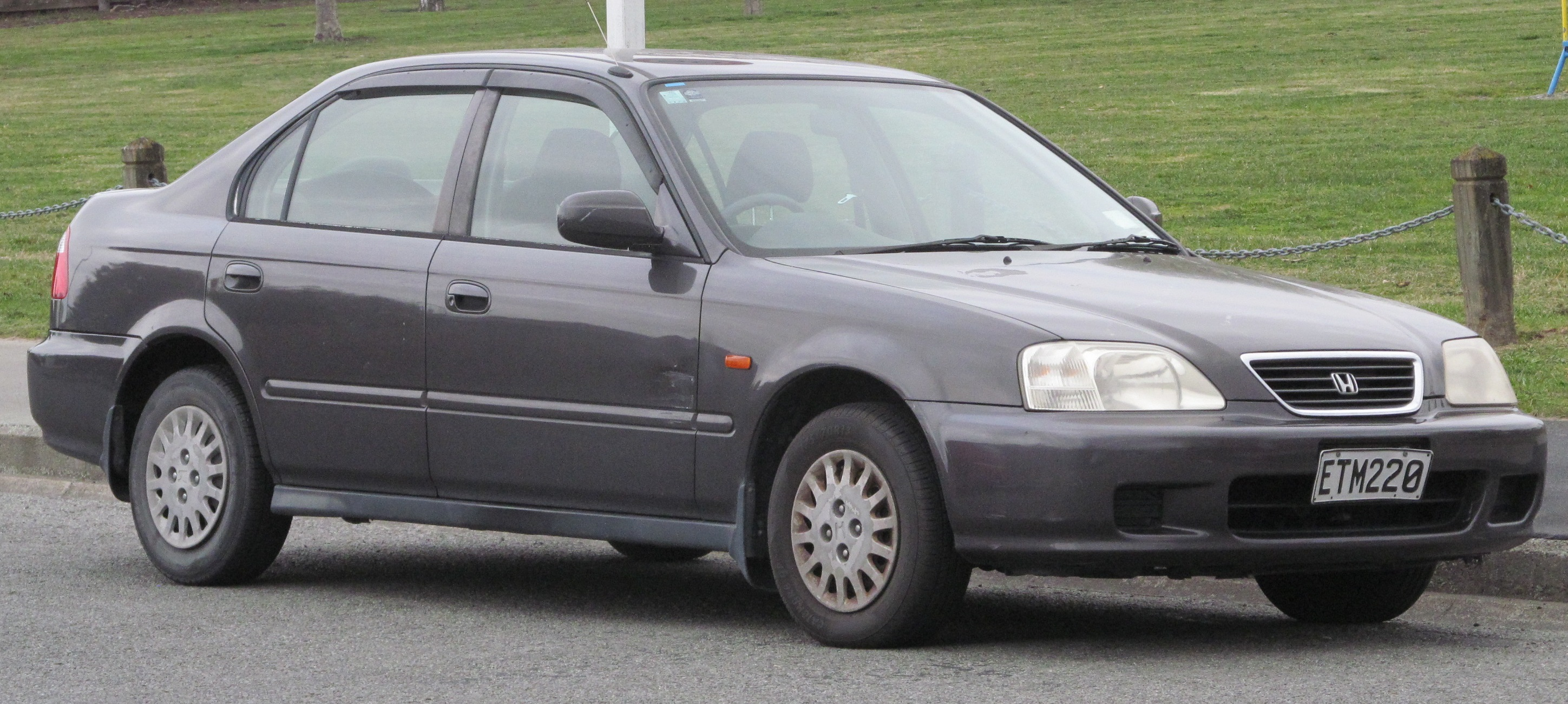
Honda Integra SJ (EK3) en Japón
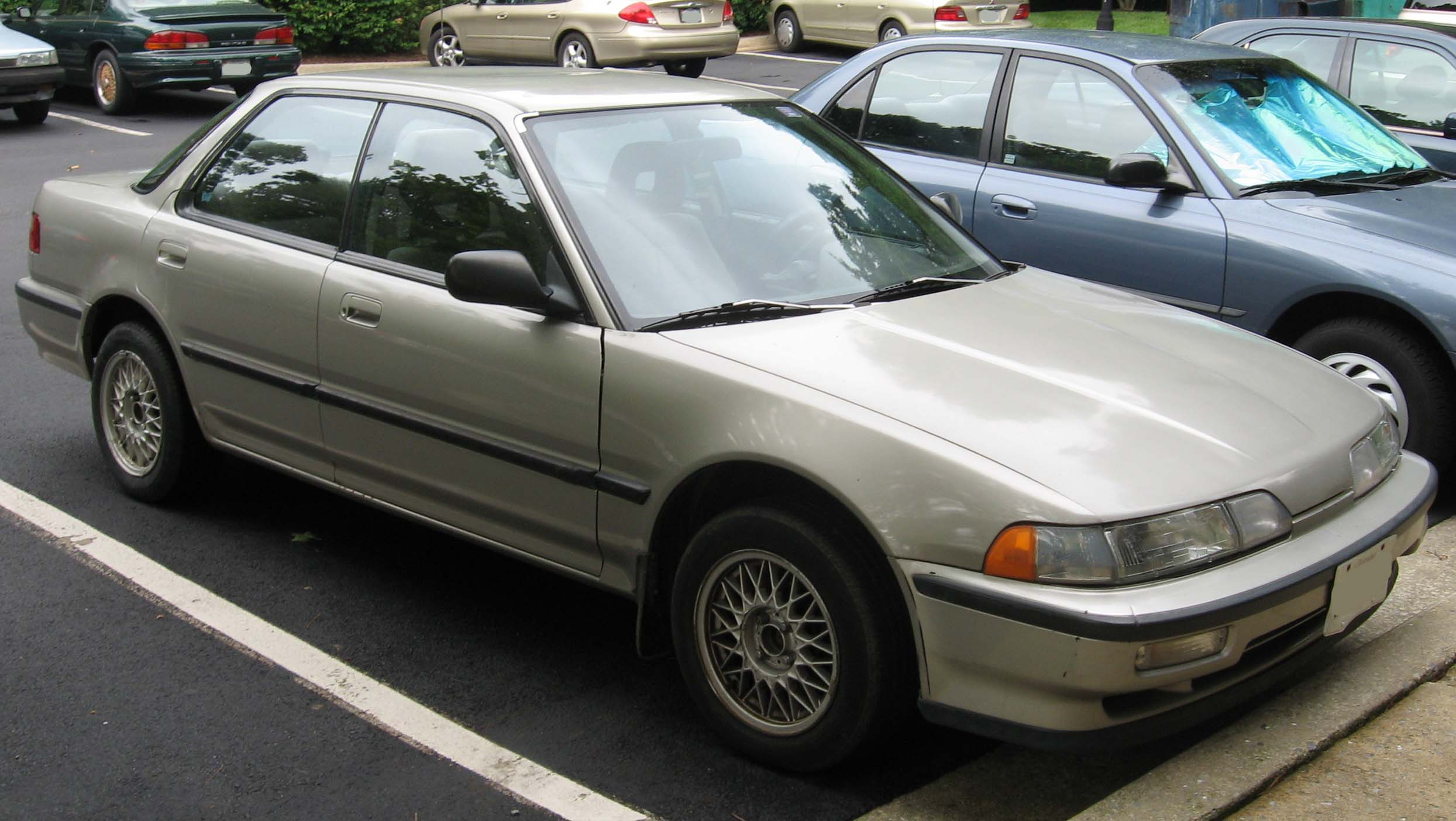
Acura Integra sedán de segunda generación
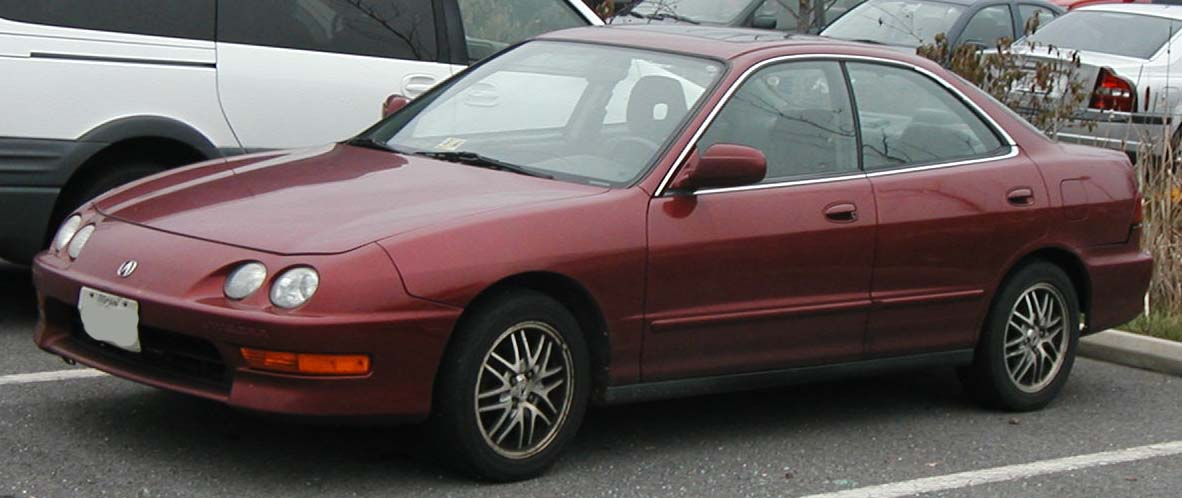
Acura Integra Sedán de tercera generación
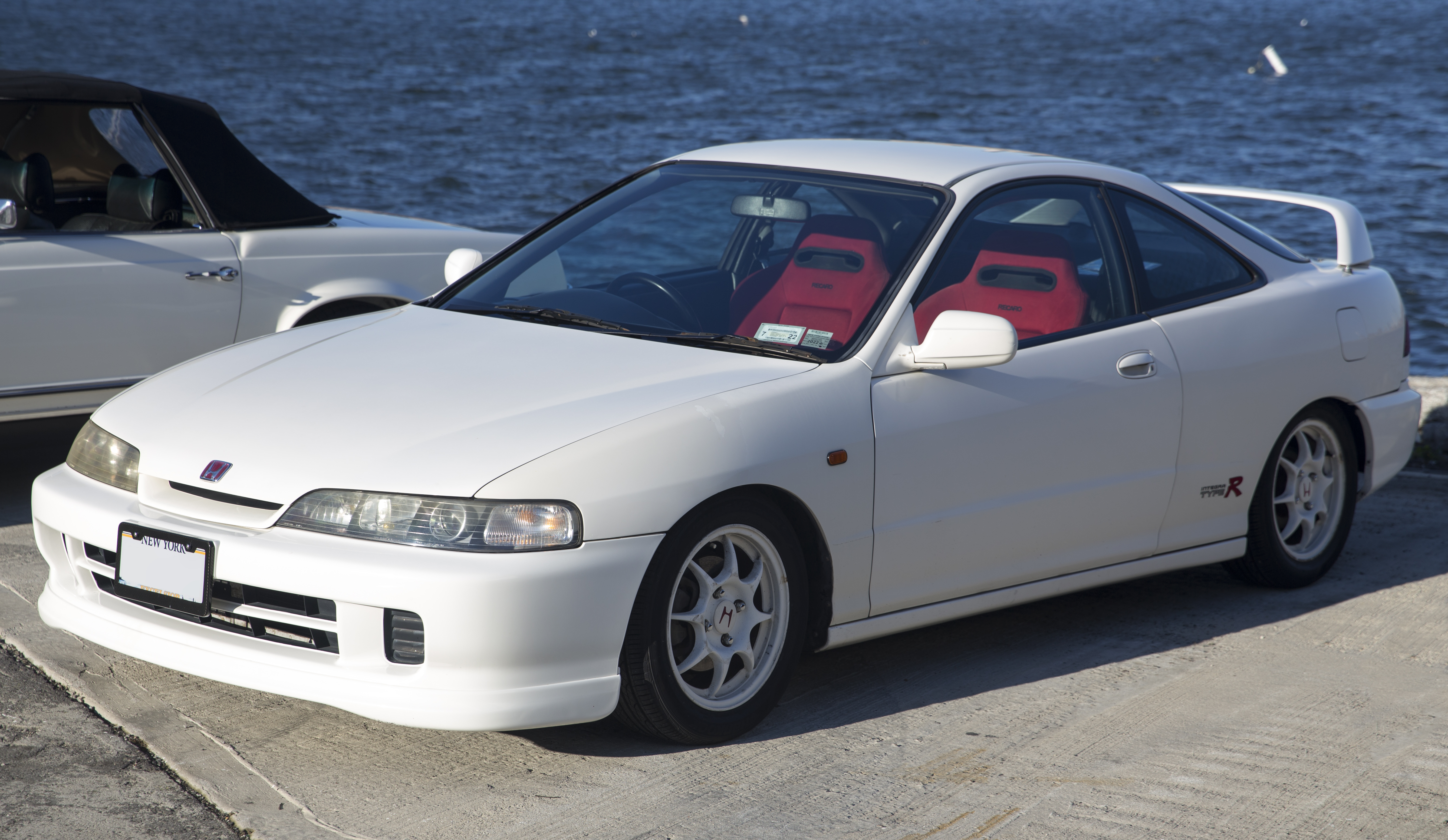
Honda Integra Type R de 1996
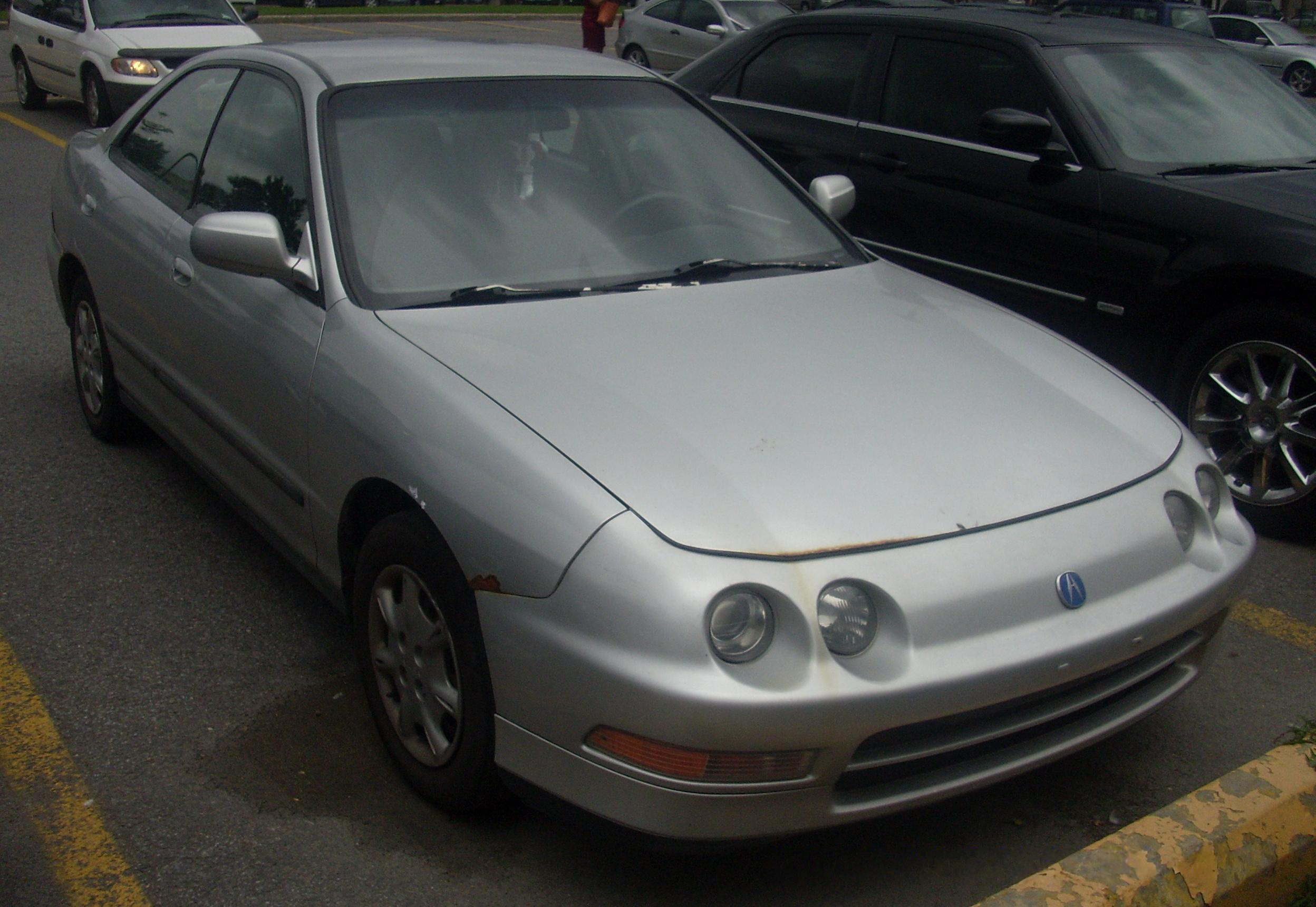
Acura Integra Sedan 94-97. Se vende como Acura Integra en Norteamérica

## Anexos
Anexo: Línea de Tiempo del Acura Integra